# Williamsburg (Kentucky)
Williamsburg è una città degli Stati Uniti d'America, situata nello Stato del Kentucky e in particolare nella contea di Withley, della quale è il capoluogo. La città è attraversata dal fiume Cumberland.